# رو به جلو… حرکت!
رو به جلو… حرکت! (ایتالیایی: Riavanti... Marsch!) یک فیلم کمدی سکسی سبک ایتالیایی به کارگردانی لوچانو سالچه است که در سال ۱۹۷۹ منتشر شد.

## گزیدهٔ بازیگران
- آلبرتو لیونلو
- ساندرا میلو
- رنتسو مونتانیانی
- سیلویا دیونیزیو
- آلدو ماچونه
- الگا کارلاتوس
- کارلو جوفره
- آنا ماریا ریتسولی
- استفانو ساتا فلورس
- آدریانا روسو
- جیجی ردر
- ونانتینو ونانتینی
- پائولو کواترینی
- نلو پاتزافینی
- کارمن روسو
- انیو آنتونلی
- راجر براون
- ماریا تدسکی
- رنتسو رینالدی